# Falkenbach (Villmar)
Falkenbach ist ein Ortsteil der Gemeinde Villmar im mittelhessischen Landkreis Limburg-Weilburg.

## Geografische Lage
Falkenbach liegt auf dem rechten Hang des Lahntals. Der Fluss fließt unmittelbar am östlichen Ortsrand entlang. Der Ort liegt rund 5,5 Kilometer nordöstlich von Villmar und rund 14 Kilometer nordöstlich der Kreisstadt Limburg an der Lahn. Naturräumlich wird der Ort dem Weilburger Lahntalgebiet zugeordnet.
Die Gemarkung grenzt im Nordwesten an den Runkeler Stadtteil Wirbelau, im Norden und Nordosten an Gräveneck, im Osten an Blessenbach (beides Ortsteile von Weinbach), im Südosten in einem Punkt an Aumenau und im Süden und Südwesten an Seelbach (beides Villmarer Ortsteile). Die Lahn bildet die östliche Gemarkungsgrenze. Nur rund 400 Meter südöstlich vom Ortsrand, auf der anderen Seite der Lahn liegt Fürfurt, ein Weinbacher Ortsteil ohne eigene Gemarkung.
Der Ort hat sich von einem alten Kern auf dem Hang nahe an der Lahn in Richtung Westen ausgedehnt. Der Ort selbst liegt auf rund 170 Metern Höhe. Die Gemarkung wird vom breiten, sanft eingeschnittenen Tal des Falkenbachs geprägt, der von Westen kommend am südöstlichen Ortsrand in die Lahn mündet. In einem Waldgebiet nördlich des Ortes befindet sich ein paralleles, stärker eingeschnittenes Bachtal. Dieses doppelte Trogtal wird im Westen von einem Hügelzug und im Osten von der Lahn abgeschlossen. Der höchste Punkt wird mit rund 245 Metern nordwestlich des Dorfs erreicht.
Der nördliche und westliche Gemarkungsteil ist von Mischwald bedeckt, der sich im Norden unmittelbar an den Ort anschließt. Ein weiteres, kleineres Waldstück befindet sich südlich des Dorfes sowie auf dem Hang des Lahntals. Das Gebiet westlich und südwestlich von Falkenbach wird vornehmlich landwirtschaftlich genutzt.

## Geschichte

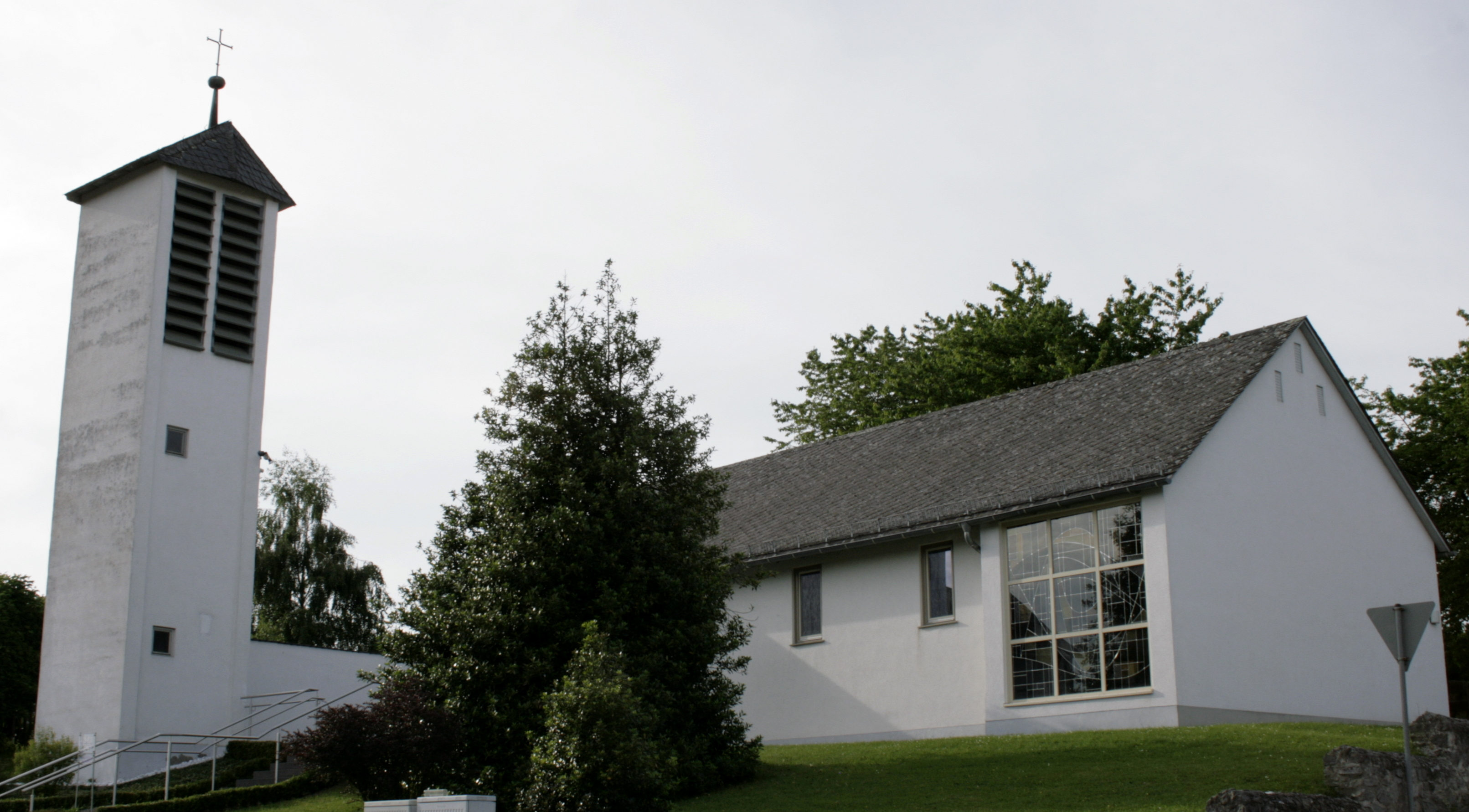
Kirche

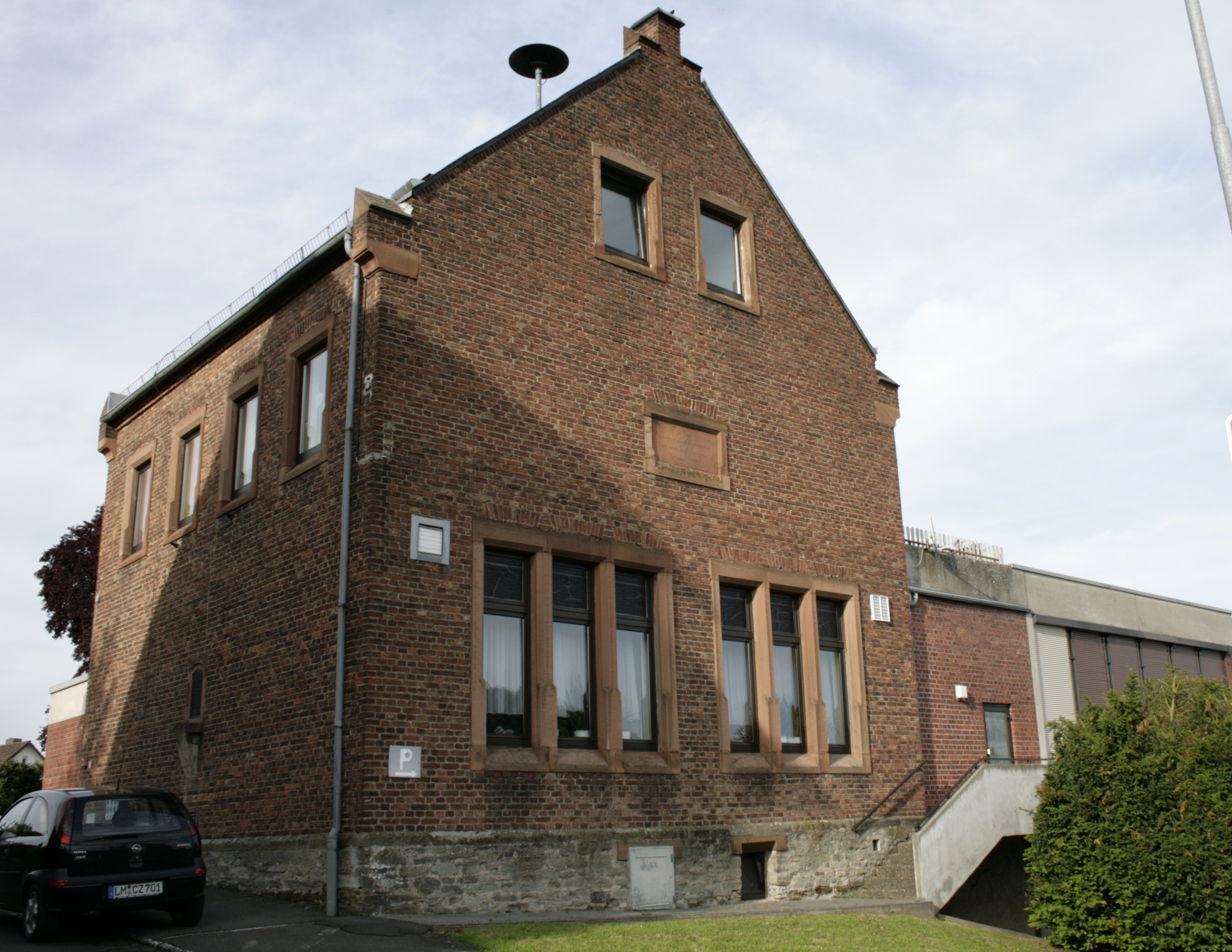
Gemeinschaftshaus, ehemals Schule

### Ortsgeschichte
Die älteste bekannte schriftliche Erwähnung von Falkenbach  erfolgte unter dem Namen Valkinbach im Jahr 1292 in einem Abgabenregister des Stifts Dietkirchen. Vermutlich gehörte der Ort in dieser Zeit bereits zur Herrschaft Runkel.
Kirchlich gehörte der Ort ab 1495 zur Pfarrei Villmar. Die Einwohner von Fürfurt nutzten Kirche und Friedhof in Falkenbach mit. Beide Orte waren durch eine Furt in der Lahn verbunden. Nach der Einführung der Reformation um 1570 wurde Falkenbach gemeinsam mit Aumenau der Pfarrei in Seelbach angeschlossen. Die alte Kapelle wurde 1821 abgerissen, 1927 wurde ein neuer Friedhof angelegt. Im Jahr 1953 wechselte Falkenbach aus dem Kirchspiel Seelbach in eine evangelische Pfarrgemeinschaft mit Gräveneck. Im Jahr 1957 wurde die neue evangelische Kirche fertiggestellt. Die wenigen Katholiken des Orts gehören der Pfarrgemeinde Villmar an. Schulort war bis 1819 Seelbach. Das daraufhin im Ort erbaute eigene Schulgebäude, zugleich Gemeindebackhaus, wurde 1966 abgerissen. Bereits ab 1901 wurde der Unterricht aber in einem neuen Schulhaus erteilt. Im Jahr 1970 stellte die Schule den Betrieb ein. Das Gebäude wird heute als Gemeinschaftshaus genutzt.
Hessische Gebietsreform (1970–1977)
Im Zuge der Gebietsreform in Hessen fusionierten die bis dahin selbständigen Gemeinden Villmar, Falkenbach, Langhecke und Seelbach am 31. Dezember 1970 auf freiwillig zur neuen Gemeinde Villmar. Ortsbezirke nach der Hessischen Gemeindeordnung wurden nicht errichtet.

### Verwaltungsgeschichte im Überblick
Die folgende Liste zeigt die Staaten und Verwaltungseinheiten, denen Falkenbach angehört(e):
- vor 1806: Heiliges Römisches Reich, Grafschaft (seit 1791 Fürstentum) zu Wied-Runkel, Amt oder Herrschaft Runkel
- 1806–1813: Großherzogtum Berg,[Anm. 2] Département Sieg, Arrondissement Dillenburg, Kanton Runkel (ab 1811 Kanton Hadamar)
- 1813–1815: Fürstentum Nassau-Oranien, Amt Runkel
- ab 1816: Herzogtum Nassau,[Anm. 3] Amt Runkel
- ab 1849: Herzogtum Nassau, Kreisamt Limburg[Anm. 4]
- ab 1854: Herzogtum Nassau, Amt Runkel
- ab 1867: Norddeutscher Bund[Anm. 5], Königreich Preußen,[Anm. 6] Provinz Hessen-Nassau, Regierungsbezirk Wiesbaden, Oberlahnkreis[Anm. 7]
- ab 1871: Deutsches Reich, Königreich Preußen, Provinz Hessen-Nassau, Regierungsbezirk Wiesbaden, Oberlahnkreis
- ab 1918: Deutsches Reich (Weimarer Republik), Freistaat Preußen, Provinz Hessen-Nassau, Regierungsbezirk Wiesbaden, Oberlahnkreis
- ab 1944: Deutsches Reich, Freistaat Preußen, Provinz Nassau, Oberlahnkreis
- ab 1945: Amerikanische Besatzungszone,[Anm. 8] Groß-Hessen, Regierungsbezirk Wiesbaden, Oberlahnkreis
- ab 1946: Amerikanische Besatzungszone, Hessen, Regierungsbezirk Wiesbaden, Oberlahnkreis
- ab 1949: Bundesrepublik Deutschland, Hessen, Regierungsbezirk Wiesbaden, Oberlahnkreis
- ab 1968: Bundesrepublik Deutschland, Hessen, Regierungsbezirk Darmstadt, Oberlahnkreis
- ab 1972: Bundesrepublik Deutschland, Hessen, Regierungsbezirk Darmstadt, Oberlahnkreis, Gemeinde Villmar[Anm. 9]
- ab 1974: Bundesrepublik Deutschland, Hessen, Regierungsbezirk Darmstadt, Landkreis Limburg-Weilburg, Gemeinde Villmar
- ab 1981: Bundesrepublik Deutschland,  Hessen, Regierungsbezirk Gießen, Landkreis Limburg-Weilburg, Gemeinde Villmar

## Bevölkerung
Einwohnerentwicklung
| Falkenbach: Einwohnerzahlen von 1834 bis 2020 | Falkenbach: Einwohnerzahlen von 1834 bis 2020 | Falkenbach: Einwohnerzahlen von 1834 bis 2020 | Falkenbach: Einwohnerzahlen von 1834 bis 2020 | Falkenbach: Einwohnerzahlen von 1834 bis 2020 |
| --- | --------------------------------------------- | --------------------------------------------- | --------------------------------------------- | --------------------------------------------- |
| Jahr |                                               |                                               |                                               | Einwohner                                     |
| 1834 | 1834                                          |                                               | 149                                           | 149                                           |
| 1840 | 1840                                          |                                               | 161                                           | 161                                           |
| 1846 | 1846                                          |                                               | 183                                           | 183                                           |
| 1852 | 1852                                          |                                               | 190                                           | 190                                           |
| 1858 | 1858                                          |                                               | 201                                           | 201                                           |
| 1864 | 1864                                          |                                               | 195                                           | 195                                           |
| 1871 | 1871                                          |                                               | 196                                           | 196                                           |
| 1875 | 1875                                          |                                               | 203                                           | 203                                           |
| 1885 | 1885                                          |                                               | 222                                           | 222                                           |
| 1895 | 1895                                          |                                               | 206                                           | 206                                           |
| 1905 | 1905                                          |                                               | 236                                           | 236                                           |
| 1910 | 1910                                          |                                               | 252                                           | 252                                           |
| 1925 | 1925                                          |                                               | 225                                           | 225                                           |
| 1939 | 1939                                          |                                               | 227                                           | 227                                           |
| 1946 | 1946                                          |                                               | 334                                           | 334                                           |
| 1950 | 1950                                          |                                               | 351                                           | 351                                           |
| 1956 | 1956                                          |                                               | 295                                           | 295                                           |
| 1961 | 1961                                          |                                               | 281                                           | 281                                           |
| 1967 | 1967                                          |                                               | 314                                           | 314                                           |
| 1970 | 1970                                          |                                               | 318                                           | 318                                           |
| 1980 | 1980                                          |                                               | ?                                             | ?                                             |
| 1990 | 1990                                          |                                               | ?                                             | ?                                             |
| 2000 | 2000                                          |                                               | ?                                             | ?                                             |
| 2011 | 2011                                          |                                               | 261                                           | 261                                           |
| 2015 | 2015                                          |                                               | 276                                           | 276                                           |
| 2020 | 2020                                          |                                               | 274                                           | 274                                           |
| Datenquelle: Historisches Gemeindeverzeichnis für Hessen: Die Bevölkerung der Gemeinden 1834 bis 1967. Wiesbaden: Hessisches Statistisches Landesamt, 1968. Weitere Quellen: LAGIS; nach 1970 Gemeinde Villmar; Zensus 2011 |                                               |                                               |                                               |                                               |

Einwohnerstruktur 2011
Nach den Erhebungen des Zensus 2011 lebten am Stichtag dem 9. Mai 2011 in Falkenbach 361 Einwohner. Darunter waren 6 (1,6 %) Ausländer.
Nach dem Lebensalter waren 42 Einwohner unter 18 Jahren, 96 zwischen 18 und 49, 57 zwischen 50 und 64 und 66 Einwohner waren älter.
Die Einwohner lebten in 117 Haushalten. Davon waren 27 Singlehaushalte, 42 Paare ohne Kinder und 39 Paare mit Kindern, sowie 6 Alleinerziehende und keine Wohngemeinschaften. In 33 Haushalten lebten ausschließlich Senioren und in 66 Haushaltungen lebten keine Senioren.
Historische Religionszugehörigkeit
| 1885: | 217 evangelische (= 97,75 %), 5 katholische (= 2,25 %) Einwohner  |
| 1961: | 255 evangelische (= 90,75 %), 26 katholische (= 9,25 %) Einwohner |

## Infrastruktur
Die Freiwillige Feuerwehr Falkenbach, gegr. 1934 (seit 5. Dezember 2009 mit Kinderfeuerwehr), sorgt für den abwehrenden Brandschutz und die allgemeine Hilfe.

## Vereine
Falkenbach verfügt über die 1934 gegründete Freiwillige Feuerwehr Falkenbach (seit 12. Juli 1997 mit Jugendfeuerwehr und ab 5. Dezember 2009 mit Kinderfeuerwehr), den Gesangverein „Lahnfels“, den Turn- und Sportverein sowie über eine VdK-Ortsgruppe.